# Novaja Gazeta
Novaja Gazeta (in russo Новая газета?, lett. "Nuovo Giornale") è un periodico russo indipendente, pubblicato a Mosca, con diffusione in alcune regioni della Russia e in paesi stranieri. L'edizione cartacea viene pubblicata il lunedì, mercoledì e venerdì mentre gli articoli in lingua inglese sul sito web vengono pubblicati settimanalmente sotto forma di Russia, Explained. 
Sette giornalisti della Novaja Gazeta, tra cui Jurij Ščekočichin, Anna Politkovskaja e Anastasija Baburova, sono stati assassinati dal 2000 in seguito alle loro indagini. Nell'ottobre 2021, il redattore capo di Novaja Gazeta Dmitrij Muratov è stato insignito del Premio Nobel per la pace, insieme a Maria Ressa, per la salvaguardia della libertà di espressione nelle loro terre d'origine.
Nel marzo 2022, durante l'invasione russa dell'Ucraina, il giornale ha sospeso la pubblicazione a causa della maggiore censura governativa. Il mese successivo, un'edizione europea del giornale, Novaya Gazeta Europe, è stata lanciata da Riga per evitare la censura; il sito web è stato bloccato in Russia alla fine del mese. Nel mese di luglio, il giornale ha lanciato una rivista, Novaya Rasskaz-Gazeta, il cui sito web è stato bloccato poco dopo. Il 5 settembre è stata revocata la licenza mediatica della Novaja Gazeta.
Dall'agosto 2023 la Novaja Gazeta ha smesso di fatto di pubblicare notizie sul suo sito ufficiale russo. L'ultima edizione pubblicata è la numero 20 del 25 agosto 2023 che poneva tre quesiti su tutti: Chi ha abbattuto l'aereo di Prigozhin?, Perché l’Ortodossia del mondo russo è collegata al culto di Stalin?, Come sminare la zona del distretto militare settentrionale e di cosa parlerà il nuovo libro di storia?.

## Storia
Il primo numero della Novaja Gazeta esce il 1º aprile del 1993. È la realizzazione di un sogno cullato da tempo da alcuni giornalisti usciti dalla Pravda, tra cui Dmitrij Muratov che ne divenne caporedattore nel 1995. La testata si era divisa e parte dei suoi collaboratori più stretti decisero di crearne una nuova, sostenuta da Michail Gorbačëv (che ne è stato uno degli azionisti più attivi fino alla sua morte). Ci si proponeva che il giornale fosse onesto, indipendente, con un ricco budget, autorevole e pan-russo, cioè che si occupasse di tutta la Russia. Si sognava il traguardo del milione di copie di tirature nel giro di un anno e l'uscita quotidiana. Obiettivo principale del giornale era una totale e incondizionata indipendenza, in particolare sulla libertà di stampa.
In precedenza la Novaja Gazeta aveva una tiratura di 550 000 copie ed usciva tre volte alla settimana, con due edizioni diverse a San Pietroburgo ed a Mosca. Il bollettino della loro guerra d'informazione riportava cinque vittime dal 2000, fra giornalisti e collaboratori. Fra queste inchieste del giornale ricordiamo quelle sull'occupazione del Teatro Dubrovka, sullo stupro e l'assassinio della donna cecena El'za Kungaeva, perpetrato dal colonnello Budanov; sulla presa della scuola di Beslan; sulla “začistka” (rastrellamento) della polizia nel centro di Blagovesensk, in Baschiria, sulla fucilazione di civili ceceni da parte del capitano del GRU Eduard Ul'man. Molti di questi articoli sono stati firmati da Anna Politkovskaja, uccisa a Mosca nel 2006 in un agguato di cui non è mai stato individuato il mandante.
Il 24 febbraio 2022, giorno dell'invasione russa dell'Ucraina, sul sito del quotidiano, il caporedattore Muratov ha espresso "dolore e vergogna" ed all'indomani l'edizione cartacea è stata stampata anche in lingua ucraina in segno di solidarietà verso il Paese aggredito.
Nella notte del 17 novembre, Roskomnadzor ha limitato l'accesso al sito web del periodico Novaja Gazeta dalla Russia a causa dell'operazione militare russa in Ucraina.

## Premi
Alla testata
- Premio Henri Nannen nel 2007
- Premio Free Media Pioneer (2009)
- Giornalisti canadesi per la libera espressione: Premio internazionale per la libertà di stampa (2009).
- Four Freedoms Award per la libertà di espressione nel 2010
- Premio Lev Kopelev (2010)
- Gong d'oro (2010)
- Premio Carlo Magno per i media europei (2012)[5]
- Premio Sakharov per la libertà di pensiero (2017)

A giornalisti della testata

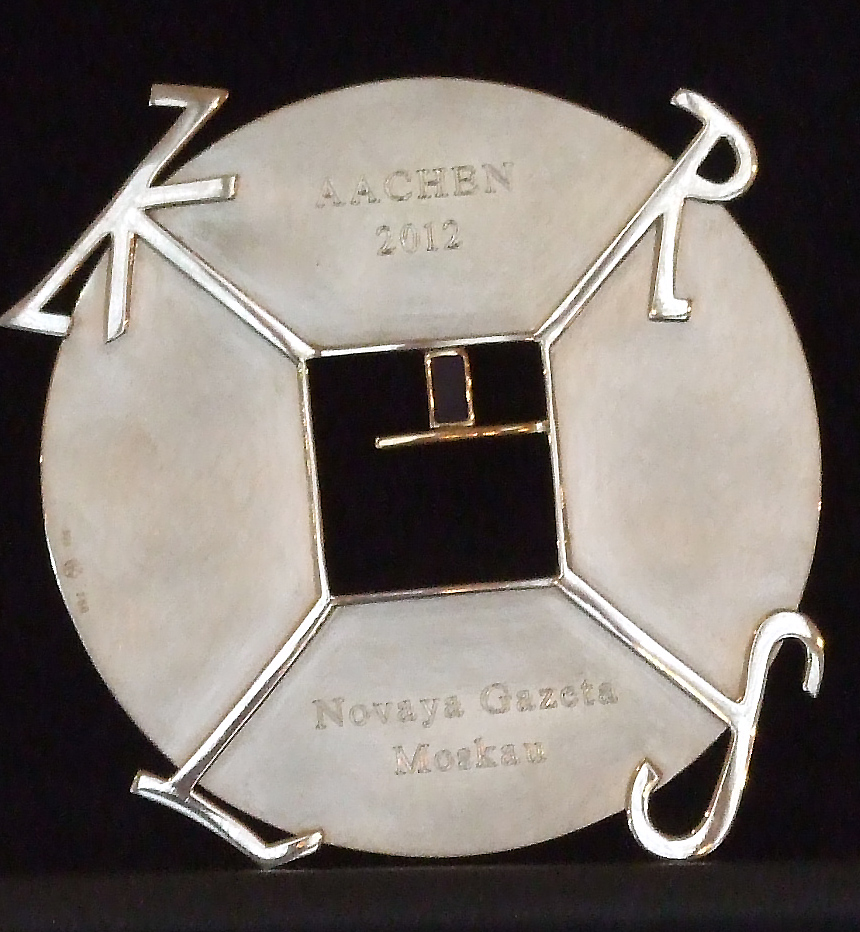
Premio Carlo Magno per i media europei 2012

- Premio Gerd Bucerius per la stampa libera nell'Europa orientale:

Roman Shleynov (2009)
Xədicə İsmayılova (2002)
- Penna d'oro di San Pietroburgo (2003) (Nikolaj Donskov, 2004)[In che anno esattamente?][7][8]
- Gli scrittori in traduzione:

Anna Politkovskaja (2004)
Arkadij Babčenko (2007)
- Premio Club-25 (Anna Politkovskaja, 2007)[12]
- Transparency International: Premio integrità (Roman Šlejnov; 2009)
- Premio Artëm Borovik (ad Arkadij Babčenko e Sergej Kanev; 2009)
- Premio per la Libertà di Politiken (Nadežda Prusenkova, addetto stampa, e Vitalij Jaroševskij, co-caporedattore, Copenaghen 27 ottobre 2014)[13]
- Premi del governo della Federazione Russa nel campo dei mass media (Galina Mursalieva, Ol'ga Bobrova; 2018)
- Penna d'oro della Russia (Galina Mursalieva, 2020)
- Premio Nobel per la pace (Dmitrij Muratov, 2021)